# Madre de Deus (região)
Madre de Dios é uma das 25 regiões do Peru. Localizado no sudeste do país. Criado em 26 de dezembro de 1912, sua capital é Puerto Maldonado. É limitado ao norte pelo departamento de Ucayali e pelo Brasil, a leste também com o Brasil e a Bolivia; a oeste com Cusco, e ao sul com Cusco e Puno. A capital se localiza na confluência dos rios Madre de Dios e Tambopata. Sua topografia é considerada uma das mais difíceis para a construção civil devido sua localização próxima dos Andes. É também uma região muito conhecida por suas belezas naturais, como a Reserva Nacional de Tambopata, na confluência dos rios Torre e Tambopata. Do ponto de vista hierárquico da Igreja Católica, faz parte do Vicariato Apostólico de Puerto Maldonado.

## Geografia
Departamento integramente Selvático; tem zonas de selva alta e selva baixa. Limita ao norte com o departamento de Ucayali e o Brasil; a leste com Brasil e Bolívia; ao oeste, com o departamento de Cusco; e ao sul, com os departamentos de Cusco e Puno. Sua capital é Puerto Maldonado e está localizada na confluência do Rio Madre de Díos e o Rio Tambopata. Sua geografia é uma das mais difíceis do país para a construção de rodovias, pois dos Andes até a selva existem ladeiras muito íngremes.
O clima é tropical, quente, úmido, com precipitações anuais superiores a 1000 mm. A temperatura média anual na capital é de 26 °C com una máxima de 38 °C em agosto e setembro e uma mínima de 21 °C, com chuvas de dezembro a março. Em anos excepcionais o território é invadido por massas de ar frio provenientes do sul durante os meses de julho e agosto, ocorrendo diminuição da temperatura até 8 °C, em fenômenos denominados como friagens.
- Rios: rio Madre de Dios, río de Las Piedras, rio Manú, rio Tambopata, rio Tahuamanu e rio Heath.
- Abras: Señor de los Milagros (a 540 msnm) em Tambopata; Fitzcarrald (a 469 msnm) em Fitzcarrald.
- Lagoas: Valência e Sandoval.

### Fauna e flora
Madre de Dios alberga algumas das regiões de maior biodiversidade do mundo. Por exemplo: o Parque Nacional do Manu tem o recorde em número de espécies de anfíbios e répteis.
Tem ainda uma enorme diversidade de aves, tem as grandes espécies de felinos sul-americanos (jaguar, Jaguatirica, Onça Parda), múltiplas espécies de lagartos, e outros répteis como a Jiboia-constritora e a Surucucu. Também são abundantes e diversos os macacos, os peixes, os insectos e, em geral, o conjunto de animais.
Sua flora é também muito rica, e entre as que se encontram espécies de madeira nobre e de alto interesse.

### Rodovias de acesso
- Terrestre: As estradas mais conhecidas são:
  - Lima-Arequipa-Cusco-Puerto Maldonado, (2024 km) com uma duração de 42 horas aproximadamente.
  - Lima-Nasca-Abancay-Cusco-Puerto Maldonado, (1619 km) com uma duração de 43 horas aproximadamente.

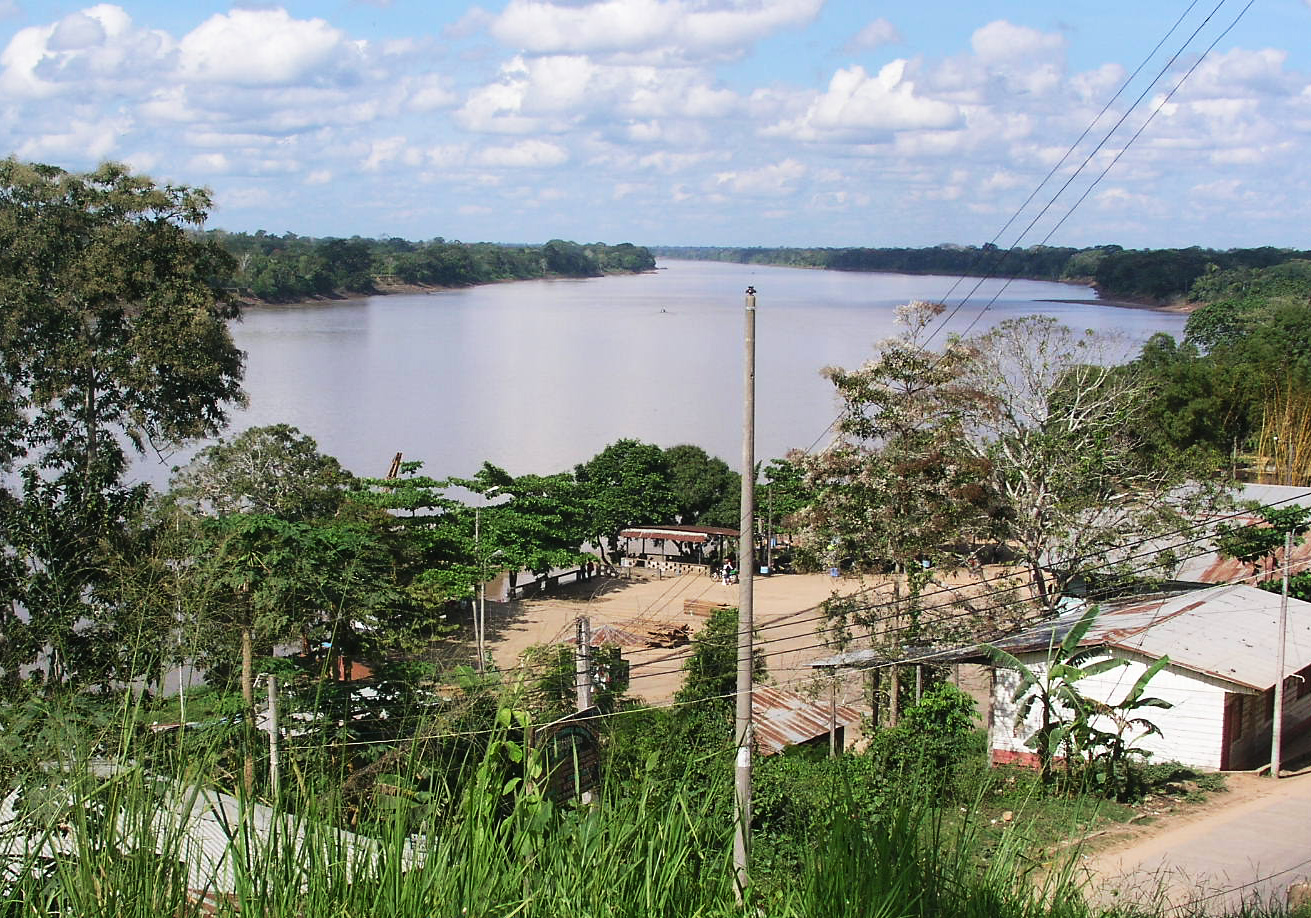
Vista do rio Madre de Dios.

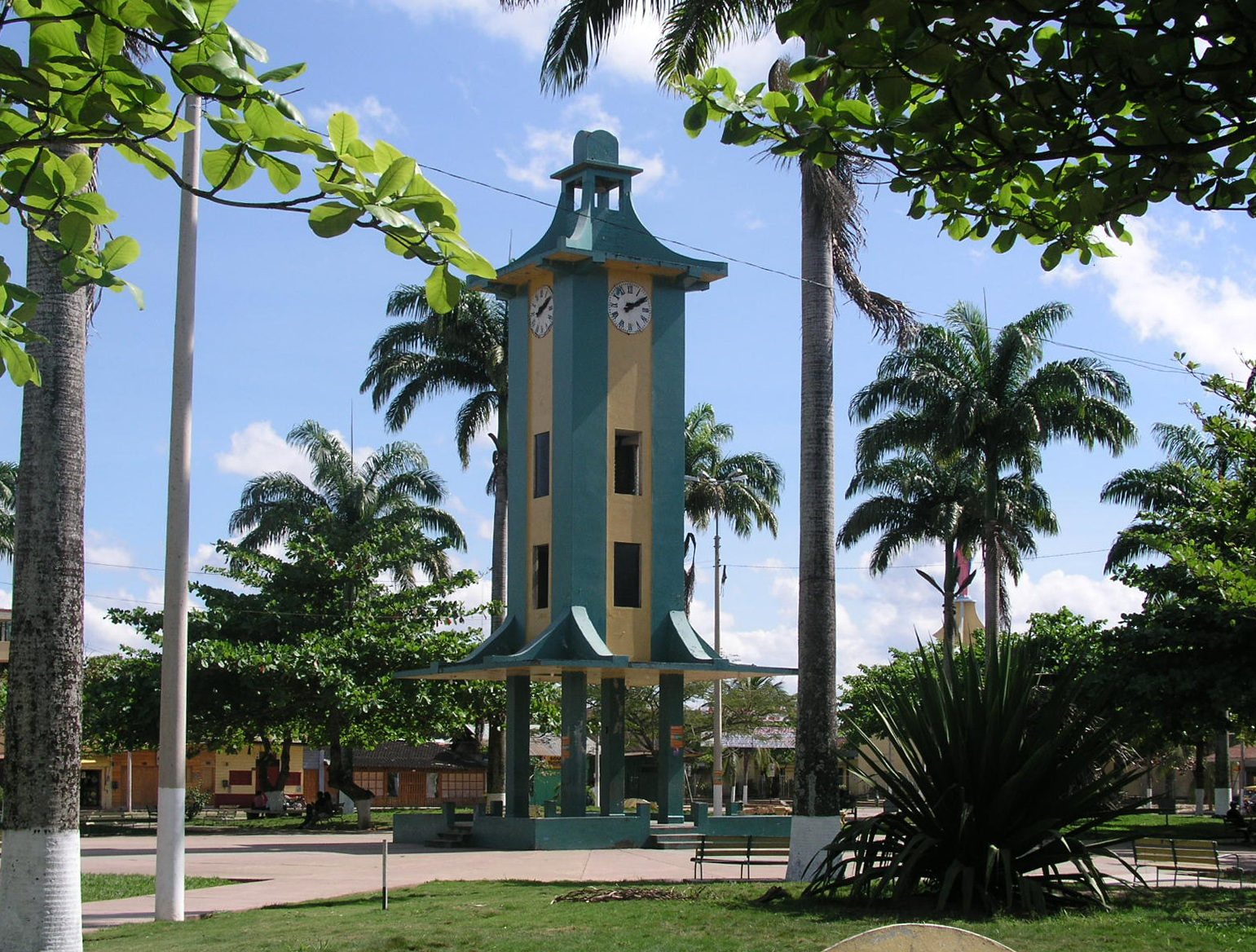
Praça Principal de Puerto Maldonado.

- Terrestre-fluvial: De Cusco até Paucartambo-Salvación (terrestre), em Boca Manu-Colorado pelo rio Madre de Dios a Puerto Maldonado (fluvial). A viagem tem uma duração aproximada de quatro dias.
- Aérea: Existem vôos desde as cidades de Lima (1,30 horas aprox.) e Cusco (45 minutos aproximadamente).

## Províncias (capital)
1. Manu (Salvación)
2. Tahuamanu (Iñapari)
3. Tambopata (Puerto Maldonado)

## Análise sociodemográfica
Tem uma população de 109.555 habitantes, o que representa 0,5% da população nacional.
As principais comunidades nativas são: amarakaeri, arasaeri, kishambaeri, pukirieri, sapiteri, toyoeri, wachipaeri, Aruaques, machiguenga e mashko-piros.

## Economia
Concentra 0,5% da população economicamente ativa - [PEA] e tem um aporte econômico de 0,4% do [PBI] nacional. Durante 2007 registrou um crescimento econômico de 11,7% com relação a 2006 e no período 2004–2007, a taxa de crescimento anual foi de 8,5%.
Suas riquezas naturais são abundantes: ricas madeiras, frutos silvestres, metais preciosos, petróleo, contribuem para a fama do território tanto como sua beleza. Nos arredores de Tambopata estão os maiores centros de produção agropecuária, que ainda trabalham em pequena escala.
As colheitas de café, arroz, castanhas, e a produção de pão são essenciais, assim como a criação de gado e porcos. Por outro lado, existem pequenas indústrias de água gasosa, sabão e Madeira. Há ainda uma central térmica em Puerto Maldonado.
Na agricultura se destaca o arroz, látex, milho, yucca, banana e coco. A madeira é também fonte de renda, onde se destacam o mogno e o cedro. Se pratica a caça e a pecuária bovina. Além do mais, a extração de ouro nos seus rios lhe proporcionam importância na mineração.

### Descobrimento de gás
O Ministério de Energia e Minas do Peru informou em 30 de agosto de 2004 que explorações realizadas nesta região localizada na selva sul oriental do país, permitem projetar a existência de gás natural com estimativas de 32 trilhões de pés cúbicos, o que representaria um potencial de 960 milhões de barris de gás natural líquido.